# واسیلی لاناوی
واسیلی لاناوی (روسی: Василий Семенович Лановой؛ زادهٔ ۱۶ ژانویهٔ ۱۹۳۴) یک کارگردان تئاتر و سینما اوکراینی‌الاصل اهل روسیه است. وی از سال ۱۹۵۴ میلادی تاکنون مشغول فعالیت بوده‌است.
از فیلم‌ها یا برنامه‌های تلویزیونی که وی در آن نقش داشته‌است، می‌توان به سربازان آزادی، پاول کارچگین، جنگ و صلح و سه تفنگدار اشاره کرد.
وی همچنین برنده جوایزی همچون جایزه هنرمند مردمی اتحاد جماهیر شوروی، «جایزهٔ کاگ‌ب» و جایزه لنین شده‌است.